# Rio Jararaca
O rio Jararaca é um curso de água que banha o estado do Paraná. 